# Liste der Monuments historiques in Bézouotte
Die Liste der Monuments historiques in Bézouotte führt die Monuments historiques in der französischen Gemeinde Bézouotte auf.

## Liste der Immobilien
| Bezeichnung      | Beschreibung           | Standort               | Kennzeichnung | Schutzstatus   | Datum     | Bild           |
| ---------------- | ---------------------- | ---------------------- | ------------- | -------------- | --------- | -------------- |
| Kirche St-Martin | ab dem 12. Jahrhundert | Rue de l’Eglise (Lage) | PA00112138    | Classé Inscrit | 1921 1972 | weitere Bilder |

## Liste der Objekte
| Bezeichnung                                               | Beschreibung                               | Standort                       | Kennzeichnung | Schutzstatus | Datum | Bild |
| --------------------------------------------------------- | ------------------------------------------ | ------------------------------ | ------------- | ------------ | ----- | ---- |
| Skulptur Madonna mit Kind                                 | Kalkstein, Mitte des 15. Jahrhunderts      | in der Kirche St-Martin (Lage) | PM21000322    | Classé       | 1919  |      |
| Skulptur Heilige Margaretha                               | Kalkstein, farbig gefasst, 17. Jahrhundert | in der Kirche St-Martin (Lage) | PM21000323    | Classé       | 1919  |      |
| Grabstein für Guillaume de Charmes                        | Kalkstein, bezeichnet 1468                 | in der Kirche St-Martin (Lage) | PM21000324    | Classé       | 1923  |      |
| Skulptur Heilige Barbara                                  | Holz, farbig gefasst, 17. Jahrhundert      | in der Kirche St-Martin (Lage) | PM21000325    | Classé       | 1962  |      |
| Skulptur Unterweisung Mariens                             | Holz, farbig gefasst, 16. Jahrhundert      | in der Kirche St-Martin (Lage) | PM21000326    | Classé       | 1962  |      |
| Skulptur Heilige Katharina von Alexandrien                | Holz, farbig gefasst, 17. Jahrhundert      | in der Kirche St-Martin (Lage) | PM21000327    | Classé       | 1962  |      |
| Grabstein für Jean de Charmes und Marguerite de La Chaume | Kalkstein, bezeichnet 1474                 | in der Kirche St-Martin (Lage) | PM21000328    | Classé       | 1964  |      |